# 新疆罗布泊野骆驼国家级自然保护区
新疆罗布泊野骆驼国家级自然保护区是位于中华人民共和国新疆维吾尔自治区东南的国家级自然保护区，横跨吐鲁番市、哈密市和巴音郭楞蒙古自治州。新疆罗布泊野骆驼国家级自然保护区的主要保护对象为野双峰驼等珍稀动物及荒漠生态系统，截止2013年，有数百只野双峰驼将这里作为栖息地。新疆罗布泊野骆驼国家级自然保护区面积达61,200平方千米，是中华人民共和国境内规划面积最大的干旱荒漠类自然保护区。

## 保护区地理信息

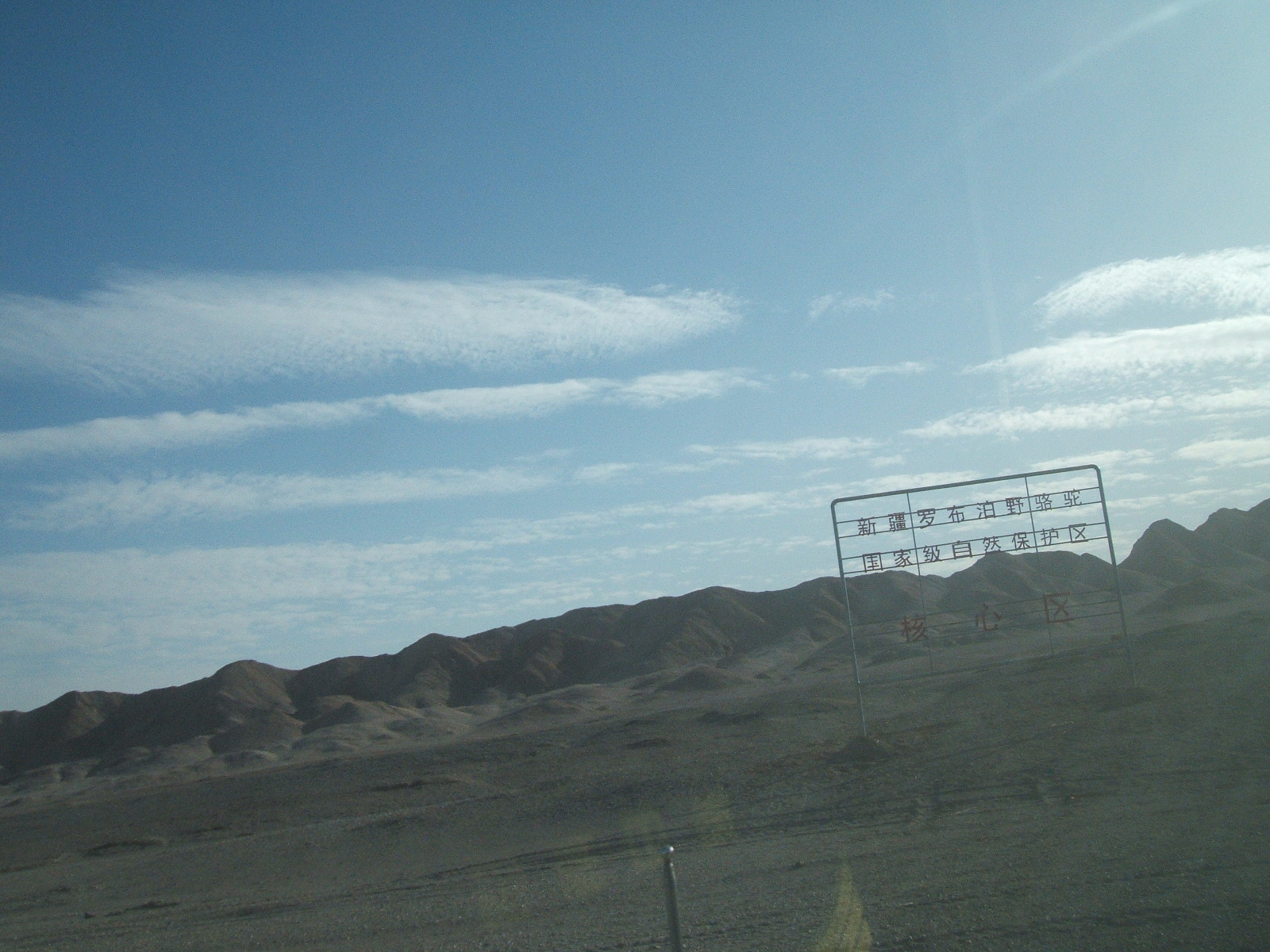
新疆罗布泊野骆驼国家级自然保护区核心区立牌

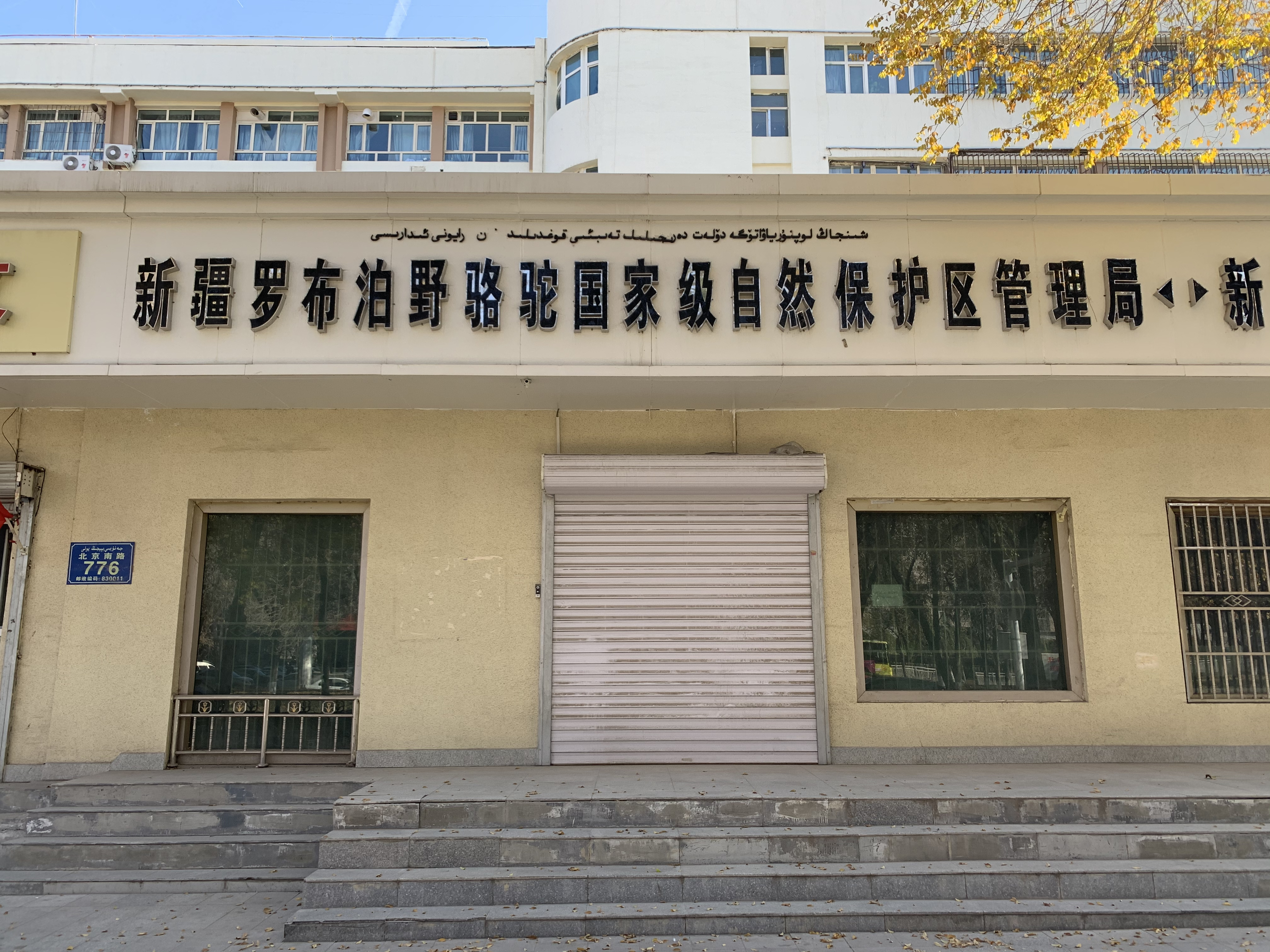
新疆罗布泊野骆驼国家级自然保护区管理局

### 地理位置
新疆罗布泊野骆驼国家级自然保护区位于中华人民共和国新疆维吾尔自治区，横跨吐鲁番市、哈密市和巴音郭楞蒙古自治州。部分地区与甘肃省和青海省接壤。罗布泊野骆驼国家级自然保护区地理坐标为东经89°00'-93°30'，北纬38°42'-42°25'。保护区面积61,200平方千米，其中核心区面积13,100平方千米，缓冲区面积16,400平方千米，实验区面积31,700平方千米。罗布泊野骆驼国家级自然保护区是新疆维吾尔自治区最大的自然保护区，同时也是中华人民共和国荒坡类型自然保护区中面积最大的保护区。

### 地形与地貌
新疆罗布泊野骆驼国家级自然保护区的地貌的特点为两山一洼，从北向南为位于天山山脉南麓的支脉库鲁克塔格山，中部为罗布泊洼地，南部为阿尔金山。保护区东部为阿奇克谷地。保护区的东南部为库姆塔格沙漠。保护区北部的库鲁克塔格山向东延生成残蚀丘陵，其丘间低地形成戛顺戈壁和南湖戈壁。其东南部连接库姆塔格沙漠的南端，有一条自南向北长80千米，宽1到7千米的沙垄带，被称为三垄沙。保护区东部的阿奇克谷地东窄西宽，呈现喇叭形，南北宽8千米，东西长120千米左右。阿奇克谷地地下1米到3米蕴藏有地下水。谷地内分布有零星的雅丹地貌。保护区南侧的库姆塔格沙漠主要由流动性沙垄组成。保护区大致可以分为戛顺戈壁和南湖戈壁组成的戛顺-南湖戈壁区、库鲁克塔格山低山残蚀丘陵区、罗布泊干涸湖盆及湖周平原区、北山断块低山丘陵区、若羌库姆塔格沙漠区、阿尔金山北麓山前洪积扇带倾斜平原区和阿尔金山区。罗布泊作为塔里木盆地的最低点，其形成是新生代以来受到为塔里木盆地南缘的阿尔金走滑断裂系和其东北库鲁克塔格走滑断裂系的控制。在若羌断层的左行走滑及孔雀河断层的右行走滑共同作用下，形成了一处东西向的拉张背景，罗布泊即此拉张应力作用下形成的箕状断陷洼地。

### 气候特点
新疆罗布泊野骆驼国家级自然保护区属于极端干旱的温带大陆性气候。拥有寒冷的冬季和酷热的夏季，除此之外，干燥少雨、风沙肆虐也是保护区的气候特点。保护区大部分地区年降水量小于50毫米，干涸的湖盆区年降水量甚至只有10到20毫米，蒸发量却能超过4000毫米。空气中含水较少，相对湿度在夏天几近于零。不过山区气候与其他地方有所不同。阿尔金山中高山区和库鲁克塔格区降雨时会形成雨带，阿尔金山的降雨随着海拔的升高而增多，当海拔达到了3000到4000米时，降雨量达到最大，约为100毫米到150毫米。库鲁克塔格区在雨季时年降水量可达40毫米到100毫米，是平原的2-5倍。当地异常干旱的原因主要是受地形影响，青藏高原隆起使得印度洋的西南季风难以进入塔里木盆地，而东西两端和北部的山脉也阻挡了来自大西洋和太平洋等湿润气流的流入。另外，太阳辐射也是影响当地气候的因素之一，保护区地处亚洲腹地，远离海洋，故而云量少日照多，加上大量的蒸发和稀疏的植被，使得保护区的太阳辐射总量非常充裕。保护区内平均气温大概10摄氏度，保护区周边城镇的极端最高气温都在40摄氏度以上，极端低温则都低于-28摄氏度。

### 水系
自从二十世纪70年代开始，罗布泊及区域内其他的湖泊、河流逐渐开始干涸，新疆罗布泊野骆驼国家级自然保护区内基本没有稳定地表水系存在。水源主要为终年有水的泉水，偶尔会出现因暴雨或融雪形成的间歇河。保护区内每口泉相隔较远，从20千米到60千米不等。因为保护区面积较大，自然条件因为地区的不同而差异较大，地下水分布不一。各地水源的补给、径流及排泄又不相同，而水质也不一样，从而导致保护区内水文较为复杂。总体上保护区内的地下水会以向心状汇集至罗布泊湖盆。由于罗布泊降水量极少，基本无法对地下水进行有效的补给，保护区内地下水的水源补给主要来源为南北两侧山区的降水渗入地表所形成的基岩裂隙水。西南向北东的地下水径流也是保护区内地下水源之一。另外，罗布泊湖盆是塔里木河与车尔臣河的最终排泄地，不过部分地区的地下水有疏勒河、孔雀河的径流补给，其他水系亦会在丰水期时对罗布泊及周边地下水进行补给。地下水的排泄方式主要以以泉水形式溢出地面或蒸发。保护区内分布有红柳沟泉、拉配泉和骆驼泉等泉水点超过40个，主要在东部阿奇克谷地区域和南部阿尔金山区分布，但库鲁克塔格山区也有泉水点的存在。这些泉水点在旱季可能只在坑洼中以积水的形式出现，并不会如雨季时流动。保护区内大部分泉水总溶解固体及水质硬度较高，是保护区内盐生植物、旱生植物以及野骆驼、鹅喉羚等野生动物赖以生存的水源。不过即使如此，保护区内的地下水位依然持续降低，一些曾经调查记载过的泉眼已经干涸。

### 土壤与矿产
罗布泊是塔里木盆地中最低的洼地，在干涸之前塔里木的地表水会向这里汇集，而随水而来的盐分也因封闭的地形不断积累，使得罗布泊成为塔里木盆地形成以来长期的地集水和集盐中心。这使得罗布泊和周围地区形成盐壳，盐壳和盐土占罗布泊平原地区面积的三分之一还多。罗布泊气候干旱且常年刮东北风，并且时常发生沙尘暴，这使得保护区内土壤有较为严重的风蚀、沙化现象。在楼兰古城一带风蚀沟深度可达3到5米。除此之外，因孔雀河、塔里木河下游存在着河湖相沉积物，主要以粉沙、细沙为主，当植被遭到破坏或其他原因，加之大风的因素，沙被吹起形成沙丘。保护区平原的土壤类型主要是荒漠土壤，如棕漠土、风沙土等，部分地区分布有草甸土、盐土等。保护区山地分布有棕钙土、高寒荒漠土。
罗布泊是世界上面积较大的干盐湖，这里富含盐类矿产资源。因为罗布泊具有钾盐成矿的气候条件、地质构造条件、沉积环境以及物质来源，罗布泊盐湖蕴藏有中华人民共和国最大的硫酸盐型卤水钾矿床。从1998年到2001年，探明的储量为2.5亿吨。2018年，在罗布泊北部又发现一个潜在的罗布泊钾盐矿，其规模为2.5亿吨。除了钾盐矿外，罗布泊也发现了大量金属矿藏。二十一世纪初，在保护区建设的矿产开发类项目就有包括新疆磁海铁矿等数十家，有金矿企、锰矿企、铁矿企、铜矿企等，其中一些甚至位于保护区核心区内。在2012年，在罗布泊又探明总资源量156万吨的铜、钴、镍金属矿藏。

## 植物
新疆罗布泊野骆驼国家级自然保护区内因气候干燥以土壤盐化严重，植物资源相对贫乏。保护区内至少有28科76属130种植物。其中27科75属128种是被子植物，1科1属2种则为裸子植物。被子植物在数量上具有优势，其中22科60属113种为双子叶植物，5科13属15种为单子叶植物。保护区内藜科、菊科、豆科、禾本科植物种类较多，藜科有16属，菊科有11属，豆科有9属，禾本科有8属。不过保护区内大多数植物属于一科一属或一科少属植物，其中单属科的有鸢尾科、香蒲科、马鞭草科、十字花科、桑科等，少属科的有百合科、莎草科、夹竹桃科、杨柳科等。新疆罗布泊野骆驼国家级自然保护区内的植物区系以地理区分的话，以北温带成分为主，地中海、西亚至东亚成分、中亚成分以及旧世界温带成分较为常见，温带亚洲、泛热带成分等亦有出现。若按水份因素划分，保护区内植物一旱生植物和盐生植物为主，但也有水生植物生长在保护区内的盐水泉周围。其中包括2科3属的水生植物，分别是小香蒲、粗脉薹草、三棱水葱；14科37属的盐生植物，如白花马蔺、西北天门冬、芨芨草、大赖草、沙枣、黑果枸杞、大叶白麻、罗布麻等；旱生植物，如蒙古韭、膜果麻黄、木贼麻黄、沙生针茅等；以及2科3种的寄生植物，分别是锁阳、苁蓉、肉苁蓉。保护区内植物为I级国家重点保护野生植物有1种，为裸果木。II级国家重点保护野生植物有梭梭、白梭梭、沙生柽柳、肉苁蓉等。保护区内的野骆驼主要以芦苇、白刺、泡泡刺、沙拐枣、骆驼刺等植物为食。

## 动物
新疆罗布泊野骆驼国家级自然保护区内的昆虫区系以古北界为主，剩下的昆虫则为古北界加东洋界。保护区内分布着至少包括鞘翅目、双翅目、半翅目、同翅目、蜻蜓目、石蛃目、衣鱼目、蜉蝣目、脉翅目、鳞翅目、直翅目等在内的14个目超过140种昆虫，其中种类最多的为鞘翅目，包括步甲科、龍蝨科、隐翅甲科等23科约98种。半翅目包括长蝽科、蝽科、缘蝽科等在内的9科22种。双翅目中的有2科，分别是杆蝇科和蜂虻科。鳞翅目有2科，分别是天蛾科和灰蝶科。
新疆罗布泊野骆驼国家级自然保护区位于极端干旱的内陆，缺乏两栖动物所需要的淡水资源，因此保护区内两栖动物数量很少，仅有一种两栖动物生活在保护区内，即塔里木蟾蜍。塔里木蟾蜍少量分布在库鲁克塔格山和阿尔金山有泉水的河谷之中。有有鳞目和蛇亚目5科共19种爬行动物存在于保护区内，其中叶城沙蜥和白条锦蛇在保护区内具有优势度。保护区内部分爬行动物如新疆漠虎、叶城沙蜥、荒漠沙蜥等被列入国家保护的有益的或者有重要经济、科学研究价值的陆生野生动物名录（“三有”保护动物名录）。另外，存在于保护区内的东方沙蟒是列入濒危野生动植物物种国际贸易公约附录II中的爬行动物。
新疆罗布泊野骆驼国家级自然保护区内至少有61种哺乳动物，哺乳动物以啮齿目为主，至少有14种啮齿动物生活在这里，其中子午沙鼠和三趾跳鼠为优势种，黄兔尾鼠、长耳跳鼠、灰仓鼠、五趾跳鼠等物种也生活于此。虽然保护区内啮齿动物种类和数量在哺乳动物中占据优势，但因为环境的严酷，其栖息密度比较低。除了野双峰骆驼外，保护区内山地分布有鹅喉羚、盘羊、岩羊、北山羊等偶蹄目动物以及藏野驴等奇蹄目动物。雪豹、棕熊等食肉目动物也存在于保护区内。另外，保护区内还有食虫目、翼手目、兔形目的哺乳动物存在。保护区内的哺乳动物中，野双峰驼、雪豹、藏野驴、北山羊和中华对角羚为国家重点保护野生动物名录中的I级保护动物，盘羊、塔里木兔、猞猁、草原斑猫等10种哺乳动物为II级保护动物。被列入“三有”保护动物名录的有野猪、艾鼬、白鼬、虎鼬、沙狐、赤狐、狼和大耳猬8种。被列入濒危野生动植物物种国际贸易公约附录I中的哺乳动物有2种，分别是雪豹和野双峰驼，藏野驴、兔狲、猞猁、棕熊、豺和盘羊被列入附录II。
新疆罗布泊野骆驼国家级自然保护区内至少存在19目46科109属197种鸟类。其中雀形目种类最多，有92种，隼形目、雁形目和鸻形目分别有23种、18种和15种，其他也有如鹳形目、鹈形目、䴙䴘目等种类的鸟存在于保护区内。以居留型区分保护区内鸟类，旅鸟种类最多，有69种，留鸟其次，有49种。夏候鸟和冬候鸟分别有42种和27种，另外有数种漂泊鸟或迷鸟的存在。鸟类的生物群系以中亚型为主，也有其他古北界或全北界的生物群系存在。其中被列为国家重点保护野生动物名录I级保护动物的有黑鹳、玉带海雕、金雕、胡兀鹫、黑颈鹤以及大天鹅5种，II级保护动物的有卷羽鹈鹕、疣鼻天鹅、秃鹫、雪鸡等31种。被列入“三有”保护动物名录的有普通秧鸡、石鸡、翘鼻麻鸭、蒙古沙鸻等103种。被列入濒危野生动植物物种国际贸易公约附录I的有3种，分别是黑颈鹤、游隼和拟游隼，被列入附录II的有白鹈鹕、黑鹳、白琵鹭、白头鹞、猎隼、灰鹤等27种。其中金雕、玉带海雕、秃鹫等为世界自然保护联盟濒危物种红色名录中的易危物种。

### 野双峰骆驼
罗布泊是野双峰驼的模式产地。生活在罗布泊的野双峰驼的活动热点地区并不一样，相对来说野双峰驼活动较多的区域在阿尔金山北麓一带，野双峰驼在北部戛顺戈壁和库鲁克塔格山活动较少。从南到北整体上野双峰驼分布形成从高到低的趋势。野双峰驼的最主要栖息地为阿尔金山北麓，其次为阿奇克谷地和其以南区域，也包括库鲁克塔格东段低山残蚀丘陵和库姆塔格沙漠南沿。生活在罗布泊的野双峰驼的个体家域面积从6000多平方千米到超过8600平方千米。并且随着季节的变化而改变，其中秋季最大，春季最小，秋季时野双峰驼的个体家域面积是春季时的4倍多。保护区生态质量直接影响野双峰驼的数量，如果野双峰驼栖息地质量较好，野双峰驼出现率也会增高，种群结构也会稳定。比如阿尔金山北麓分布有较多泉水，降水量也比保护区其他地方大，植被覆盖率较高，故尔野双峰驼更倾向于在此生活。保护区内的野双峰驼总数从1995年开始出现恢复，1995年到1999年对保护区内的野双峰驼数量估算为400到480峰，2010年这个数字增长到了450到550峰。2010年到2013年估算野双峰驼数量为387到889峰。平均种群密度为0.043到0.093峰每平方千米。2010年到2013年，保护区内2峰以上的野双峰驼种群成驼和幼驼的比值为4.4:1，10峰以上的种群此数字为3.0:1，相比于2003年到2005年，野双峰驼的种群数量增加，种群结构稳定。野双峰驼有迁徙的习性。在保护区内不同的分区，野双峰驼的迁徙规律也不一样。在罗布泊戛顺戈壁分布区，野双峰驼在冬季集中在丘陵中的干沟和低洼且离水源近的盆地之中，到了春季骆驼群便开始向植物分布区活动。在阿尔金山北麓分布区，秋冬季野骆驼生活在海拔较低的阿奇克谷地、吉库姆塔格沙漠边缘。春夏季则会迁徙到海拔较高的地区，甚至可以抵达海拔3500米分水岭以北的区域活动。野双峰驼在迁徙过程中当途径盐碱滩、沙漠时会留下宽40厘米，深20厘米的驼道。在库姆塔格沙漠周围、阿奇谷地、罗布泊南岸和阿尔金山北麓、戛顺戈壁等地都能发现野双峰驼留下的明显驼道。在阿尔金山的老315国道也成为了野双峰驼常走的便道之一。

## 人类活动及应对
人类活动是影响野骆驼水源地、栖息地的重要因素之一。影响新疆罗布泊野骆驼国家级自然保护区的人类活动包括西气东输管道工程的建设，交通道路的铺设，保护区内采矿业与旅游业的发展等。西气东输管道工程在设计时，有300千米的标段会穿过罗布泊野骆驼国家级自然保护区，其中70千米会穿过当时的保护区缓冲区。为了减少工程在保护区内的长度，减少工程对保护区的影响，将原先穿过缓冲区的管道增加近10千米，转而从保护区实验区穿过。除了改变管道线路，西气东输管道公司向保护区拨付生态补偿金人民币1650万元用于保护区的生态恢复。另外，施工方在保护区内的施工过程中对管沟开挖、管沟回填、地貌恢复等影响环境的工程也进行了管控。
哈罗铁路的建设同样穿越了新疆罗布泊野骆驼国家级自然保护区。有近220千米的路线自北向南穿越保护区实验区，将戛顺戈壁野骆驼分布区一分为二，从而影响野骆驼东西向的迁徙，对该物种的遗传基因交换和繁衍有负面影响。为了解决铁路和野骆驼栖息地的矛盾，再经过对野骆驼迁徙路线的研究，并加之对水源地距离的考虑，哈罗铁路最终以以路基和桥涵形式通过保护区实验区。哈罗铁路建成后有桥梁近280孔，涵洞近400孔，在最桥涵最密集的地方，每个桥涵相隔仅80米，其目的就是保障野骆驼东西向的迁徙，和保证野骆驼种群的基因交换。
因为罗布泊拥有如钾盐等矿产，吸引着大量采矿企业前来开矿。然而随着采矿业的发展，保护区不得不面临更多人类活动带来的风险。因为钾盐的提取需要抽取盐卤，而盐卤的抽取导致地下水的下降。除此之外，人类和工程器械在保护区的进出会对野双峰驼等野生动物的栖息地产生影响。工程开始后，生活生产会需要淡水资源会让本就稀缺的水资源面临更严峻的威胁。工程建设中所造成的卤沟和尾卤的排放也会直接影响野双峰驼和鸟类的安全。保护区面积大，而2019年保护区管理局的在职工作人员时仅13人。在面对广阔的保护区面积不免显得捉襟见肘。在管理局成立后，办理采矿证的企业需要进行环境影响评价，并由环保局进行审批。根据《中华人民共和国自然保护区条例》，几乎所有的环境影响评价均未被通过。然而中华人民共和国国土资源部和新疆维吾尔自治区人民政府签订《合作开展新疆公益性地质调查和重要矿产勘查协议》决定从2008年到2015年，投资60亿元人民币对新疆开展地质找矿工作。其中就包括坐落在保护区内的阿尔金山矿区。为了摸清新疆矿产资源，探矿证的发放并没有受到阻碍，于是大量的企业直接以探代采。保护区管理局只能要求没有采矿证的企业探到矿后申请环境评估。在巡护过程中保护区时常和矿企发生冲突。直到2018年中央生态环境保护督察时，开始对保护区内的矿企进行治理，此次整改治理工作投资近1400万元人民币。2018年6月，完成保护区内属哈密市的25家矿企、巴州14个违法违规项目和22处违法违规开采点的生态整治和恢复工作。此次工作拆除山体表面附着物近6万平方米，填埋矿坑160多万立方米，恢复治理面积超过3平方公里。
罗布泊是很多喜好探险的人所向往的地方，然而过多的旅游、探险使得保护区内生态系统遭到破坏，大量包装袋、水瓶被丢弃在保护区内，在保护区本就珍惜的植物也会被路过的汽车碾压，在野骆驼产仔时期，若人或车接近母骆驼，母骆驼可能会因为惊吓而逃离，幼驼可能会因此掉队而被母亲遗弃。2004年开始，保护区开始要求进入保护区的个人、单位必须事先申报，办理许可证方能进入保护区。之后保护区管理局为防止人类活动对保护区内保护区内野骆驼水源地、栖息地破坏，更是禁止了在保护区核心区开展旅游、探险等人类活动，并多次发布公告。然而在2017年，汽车品牌路虎组织“发现无止境”活动，活动在未经过罗布泊野骆驼国家级自然保护区管理局批准、许可的情况下，组织16辆车辆，49人穿越罗布泊野骆驼国家级自然保护区。最终保护区管理局依照《中华人民共和国自然保护区条例》相关规定对组织者和参与人员进行了罚款，并要求其作出自查承诺。

## 保护区建立、考察与合作

### 背景
1876年俄罗斯帝国探险家、地理学家尼古拉·米哈伊洛维奇·普热瓦利斯基对新疆和中国西北的考是有记录最早的对罗布泊进行正式科学考察。普热瓦尔斯基在罗布泊观察到野双峰驼群，当时他以为是逃跑后野化的家驼。随即，他便获取了三峰骆驼标本运回欧洲。此后一直到二十世纪50年代，来自俄国、瑞典、苏联的科学考察团先后前往罗布泊对野双峰驼。1970年，新疆地质勘探队在库鲁克塔格山和阿尔金山进行地矿勘探时，曾对野骆驼进行过捕杀、捕捉及研究。捕获的三峰骆驼分别送给了北京动物园和乌鲁木齐动物园。二十世纪80年代初期，彭加木带领的中国科学院新疆分院罗布泊综合科学考察队前往罗布泊进行多学科的综合科学考察。动物学家谷景和、高行宜等人对野双驼峰进行了详细考察，并捕获一峰骆驼制作为标本。除此之外，在和田河一带和尉犁县的科学考察中也发现了野双峰驼的踪迹或野双峰驼迁徙的目击者。

### 建立、考察与合作
1982年，新疆维吾尔自治区环境保护局正式对阿尔金山分布的野双峰驼种群进行科学考察，并开始了自然保护区的规划申报工作。1983年，新疆维吾尔自治区人民政府批准建立阿尔金山野骆驼自然保护区。阿尔金山野骆驼自然保护区面积15,000平方千米，并配有拉配泉和米兰保护站卡。虽然保护区得以建立且经历过数次考察，但对新疆境内的野双峰驼的具体状况的了解却仍然相对不足。联合国环境规划署与新疆环境保护科学研究所商定，准备进行国际野骆驼合作科学考察项目，此项目也获得国家环境保护总局的支持。于是从1995年到1999年的5年间，联合国环境规划署官员约翰·海尔与新疆环境保护科学研究所副所长袁国映组织的考察团，在地质学家赵子允的帮助下连续进行了数次野骆驼考察。考察团曾6次进入罗布泊的无人区。1996年，从罗布泊湖心通向楼兰古城的新道路被袁国映与赵子允等人开辟了出来。1997年到1999年，在壳牌石油、美国《国家地理》杂志的资金支持下，科考团先后进入罗布泊对野双峰骆驼进行观察和了解。数次的科考行动多次面临大雪、风暴、迷路、家驼群集体逃跑等意外情况，甚至出现人员死亡的事故。1999年3月，全球环境基金批准的“罗布泊自然保护区生物多样性保护”项目正式启动，全球环境基金为其提供72.5万美元的资金支持。与此同时，在野骆驼保护基金会的努力下，英国电信集团、香港嘉道理慈善基金会以及加拿大若拜·斯恰德基金会也为保护区的建立提供了资金和器材的支持。
2000年5月，新疆维吾尔自治区人民政府批准阿尔金山野骆驼保护区扩界更名为阿尔金山-罗布泊双峰野骆驼保护区，面积扩大到了78,000平方千米，实际控制面积为150,000平方千米。保护站卡也从2处扩充到了5处，分别位于吐鲁番市的艾丁湖和迪坎儿、哈密市的南湖、巴州的米兰以及与甘肃接壤的南大红山。2000年底，新疆阿尔金山野双峰驼保护区管理中心正式挂牌成立。2001年，中国中央电视台组织袁国映等有关专家对阿尔金山、罗布泊进行近一个月的考察，并宣传保护野骆驼。与此同时，为保护野骆驼筹集资金，袁国映和约翰·海尔等人组织“中英撒哈拉沙漠环境科学考察队”穿越撒哈拉沙漠。2003年6月，经中华人民共和国国务院批准，阿尔金山-罗布泊双峰野骆驼保护区升格为国家级自然保护区，并将其命名为新疆罗布泊野骆驼国家级自然保护区。2005年秋季，约翰·海尔与保护区及蒙古相关人员组成“中、英、蒙三国野骆驼国际科学考察队”对阿尔金山的野骆驼及其栖息地、人类对野骆驼的影响进行考察。2009年，新疆阿尔金山野双峰驼保护区管理中心升级为新疆罗布泊野骆驼国家级自然保护区管理局，强化了对保护区的监管及执法职能。管理局在吐鲁番、哈密、巴州建立3处管理站和6处检查站。国家级自然保护区成立后，保护区管理局每年在保护区内进行两次以上的巡查，同时也对野双峰骆驼等动物新疆考察，积累资料。2013年，中华人民共和国环境保护部将罗布泊野骆驼国家级自然保护区的面积缩调为61,200平方千米。2013年起，保护区工作人员利用设置在保护区内9个水源地的红外触发相机，拍摄到7.3万余张照片，记录下包括野骆驼、藏野驴、雪豹、金雕等35种野生动物。其中包括13种兽类，22种鸟类。